# Aeroporto Luís de Camões
O Aeroporto Luís de Camões, também conhecido como Aeroporto de Alcochete ou Novo Aeroporto de Lisboa, será um futuro aeroporto para servir o centro-sul de Portugal. Foi apresentado pelo primeiro-ministro Luís Montenegro a 14 de maio de 2024 como futura substituição do Aeroporto Humberto Delgado, principal portal aéreo internacional de Lisboa. O aeroporto, que se localizará entre as fronteiras de Samora Correia (Benavente) e Canha (Montijo) e parcialmente ocupando parte do Campo de Tiro de Alcochete, deverá estar pronto entre 2034 e 2037, com capacidade para 45 milhões de passageiros, mais dez milhões do que o Humberto Delgado.

## História

### Discussão e planeamento
A procura da localização para o novo aeroporto de Lisboa começou a 8 de março de 1969, com o Decreto-Lei n.º 48902 que constituía o “Gabinete do Novo Aeroporto de Lisboa”, com Marcello Caetano à frente da Presidência do Conselho. Esse gabinete publicaria três anos depois um relatório apontando 5 opções para a relocalização do aeroporto a ser estudadas, todas na margem sul do rio Tejo: Alcochete, Fonte da Telha, Montijo, Porto Alto e Rio Frio, com a última sendo a opção mais favorável para o novo aeroporto, prevendo-se que o fim da sua construção e eventual inauguração fosse feita nos finais de 1979 e princípios de 1980. Porém, a crise petrolífera de 1973, a revolução dos cravos em 1974 e a instabilidade política que se viveu nos primeiros anos após o 25 de Abril fez com que o projeto do novo aeroporto fosse suspenso.
A ideia do projeto só seria reaberta em 1982, sob a direção da ANA que absorvera o gabinete do novo aeroporto, sugere 7 novas localizações para o aeroporto: Alverca, Azambuja, Granja, Marateca, Ota, Santa Cruz e Tires. Porém, o projeto volta a ser suspenso e apenas é reaberto após a entrada de Portugal na Comunidade Económica Europeia em 1986. No ano seguinte, o governo pediria à ANA uma nova reapreciação do projeto, com a Ota ganhando mais destaque para a localização do novo aeroporto, entrando-se então numa disputa entre estas duas opções. Em 1994, surgiu a ideia de adaptar a opção do Montijo para o uso civil, mas nada era escolhido. Em 1998, a NAER foi criada para estudar a questão do aeroporto, que já se arrastava há quase 30 anos, e foi a 22 de julho de 1999 que o governo de António Guterres escolheu a favor da opção da Ota, com a previsão de término das obras em 2012.

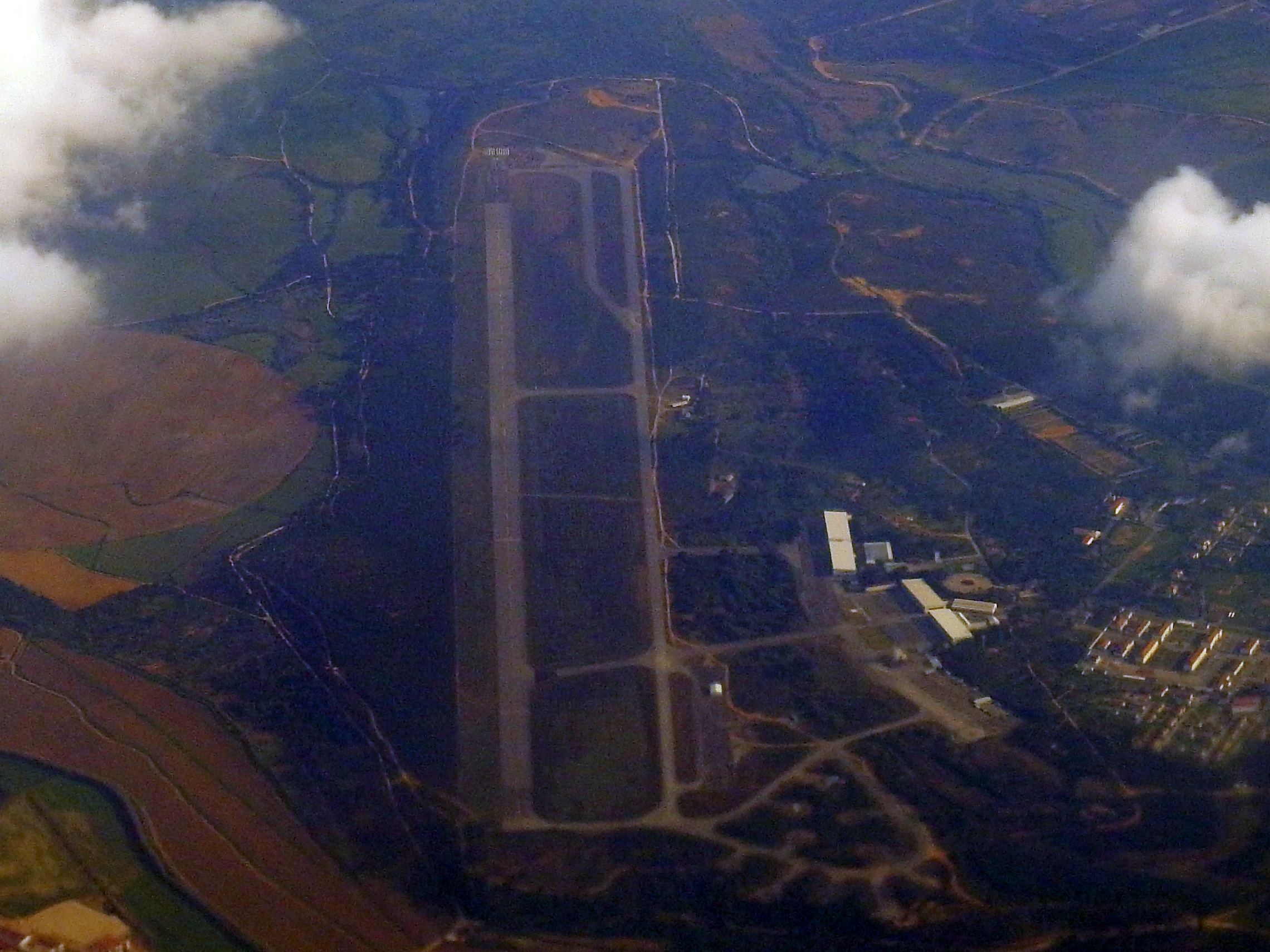
Vista aérea do CFMTFA, onde se localizaria o Aeroporto da Ota.

A localização na Ota entretanto, sempre dividiu a opinião pública, e após uma pausa para a recuperação das contas públicas para prosseguir com a obra, as críticas sobre a localização do novo aeroporto na Ota aumentaram, muito por causa da complexidade topográfica, hidrológica e metereológica do local e do esgotamento da capacidade em alguns anos, já que o vale da Ota só permitiria construir duas pistas sem futuras expansões, surgindo debates e ideias de levar novamente a ideia do novo aeroporto para a Margem Sul do Tejo, e opções como Rio Frio, Poceirão, Faias e Alcochete estiveram em cima da mesa como alternativa à Ota, e assim foi feito em janeiro de 2008, quando o governo de José Sócrates confirmou que o novo aeroporto de Lisboa iria ser em Alcochete, por ser a opção mais vantajosa técnica e financeiramente, em detrimento do plano inicial na Ota. Uma das figuras que entretanto ficaram marcadas com esta mudança foi Mário Lino, o Ministro das Obras Públicas, Transportes e Comunicações do governo, que mostrou-se ser contra o aeroporto na Margem Sul, referindo-se a esta como "um deserto".
“Mas o que eu acho que é faraónico, é fazer um aeroporto na Margem Sul, um aeroporto onde não há gente, onde não há escolas, onde não há hospitais, onde não há cidades, onde não há indústria, onde não há comércio, onde não há hotéis.” “Não é no deserto que se faz um aeroporto. Todos eles me disseram “na margem sul, jamais. Jamais.””— Mário Lino, 2007
Os atrasos na aprovação das bases do contrato de concessão, os estudos de impacto ambiental e as polémicas sucessivas foram adiando de ano para ano os avanços práticos no projeto, com o projeto eventualmente a ser suspenso pela 3ª vez, devido à crise económica e financeira sem precedentes, à Tróica e a privatização da ANA Aeroportos de Portugal, com a decisão nunca tendo-se concretizada.
Em 2015, o governo de Passos Coelhos retoma a ideia do novo aeroporto e pede um novo estudo, sugerindo uma alternativa denominada "Portela+1", que consistiria na operação conjunta do Aeroporto Humberto Delgado e do novo aeroporto complementar no Montijo, que entretanto não chega a ser formalizada devido às eleições legislativas. Seria quatro anos depois, já sob o governo de António Costa, que este e a ANA assinariam o compromisso de financiamento de 1300 milhões de euros que confirmaria a construção de um aeroporto complementar no Montijo e a expansão do aeroporto da Portela, com as obras previstas estarem concluídas em 2022, faltando apenas a avaliação do impacto ambiental. Entretanto, a ANAC chumba a proposta devido ao parecer negativo dos autarcas da Moita e do Seixal.
No final de 2021, o Instituto da Mobilidade e Transporte (IMT) assinou um contrato, de 19.500 euros por ajuste direto, para que a Asa Aviation Consulting definisse as regras do concurso público para escolher quem iria fazer a Avaliação Estratégica do novo Aeroporto de Lisboa. Mais tarde, já depois de finalizado o concurso e adjudicado o serviço, surge um novo contrato por ajuste direto, desta vez no valor de 95 mil euros, para que a ASA acompanhasse os trabalhos.  A Asa Aviation Consulting tem sede em Londres e não dispõe de qualquer forma de contacto. não tem funcionários nem evidência pública de experiência no setor.
A 29 de junho de 2022, o ministro das Infraestruturas e da Habitação Pedro Nuno Santos, ordenou a construção de um aeroporto no Montijo e de um segundo aeroporto em Alcochete, sendo esse despacho revogado um dia depois pelo primeiro-ministro António Costa.
Em outubro de 2022, foi criada uma Comissão Técnica Independente para coordenar e realizar uma avaliação ambiental estratégica do novo aeroporto. Em abril de 2023, a comissão independente fechou o mapa que permitia a qualquer cidadão apresentar uma proposta estratégica para o novo aeroporto de Lisboa, com a Comissão Técnica Independente apresentando a 5 de dezembro de 2023 no Laboratório Nacional de Engenharia Civil (LNEC) o relatório para a localização do novo aeroporto de Lisboa, estando em cima da mesa nove opções. De acordo com o relatório da Comissão Técnica Independente diz assim serem viáveis as soluções Humberto Delgado + Campo de Tiro de Alcochete, até ficar unicamente Alcochete, com mínimo de duas pistas, bem como Humberto Delgado + Vendas Novas, até ficar unicamente Vendas Novas, também com um mínimo de duas pistas. No total deste estudo mais recente, foram consideradas 17 hipóteses em 15 localizações diferentes:
| O. | Aeroporto Principal | Aeroporto Complementar | Escolha 1 | Escolha 2 |
| -- | ------------------- | ---------------------- | --------- | --------- |
| 1  | Humberto Delgado    | Montijo                | Aprovada  | Eliminada |
| 2  | Montijo             | Humberto Delgado       | Aprovada  | Eliminada |
| 3  | Alcochete           | Alcochete              | Aprovada  | Aprovada  |
| 4  | Humberto Delgado    | Santarém               | Aprovada  | Eliminada |
| 5  | Santarém            | Santarém               | Aprovada  | Eliminada |
| 6  | Alcochete           | Humberto Delgado       | Aprovada  | Eliminada |
| 7  | Alverca             | Humberto Delgado       | Eliminada | -         |
| 8  | Beja                | Beja                   | Eliminada | -         |
| 9  | Monte Real          | Monte Real             | Eliminada | -         |
| 10 | Apostiça            | Apostiça               | Eliminada | -         |
| 11 | Rio Frio            | Rio Frio               | Aprovada  | Eliminada |
| 12 | Poceirão            | Poceirão               | Aprovada  | Eliminada |
| 13 | Évora               | Évora                  | Eliminada | -         |
| 14 | Ota                 | Ota                    | Eliminada | -         |
| 15 | Sintra              | Sintra                 | Eliminada | -         |
| 16 | Tancos              | Tancos                 | Eliminada | -         |
| 17 | Vendas Novas        | Vendas Novas           | Aprovada  | Eliminada |

1. 1 2   Prosseguem para a segunda fase como uma única opção (Rio Frio + Poceirão).
2. ↑   Nomeada "Pegões" até 30 de Maio de 2023.
3. ↑   Uma das nove opções finais incluia a operação conjunta do aeroporto Humberto Delgado com o aeroporto em Vendas Novas.

### Confirmação e construção
A 14 de maio de 2024, foi anunciado pelo governo de Luís Montenegro que o novo aeroporto de Lisboa será em Alcochete e será chamado de Aeroporto Luís de Camões. Foi também anunciada a Terceira Travessia do Tejo.
No dia 27 de maio de 2024, a confirmação oficial do aeroporto foi publicada em Diário da República.
Em dezembro de 2024, a ANA - Aeroportos de Portugal estimou que os custos para a construção do aeroporto sejam de cerca de nove mil milhões de euros. Este custo representa um aumento de 47% face aos 6,1 mil milhões de euros estimados para a construção de duas pistas pela Comissão Técnica Independente. Em janeiro de 2025, a ANA estimou que o aeroporto abrisse em 2037 ou, no melhor cenário, 2036. Esta data é uma estimativa mais tardia em relação à estimativa inicial da CTI de 2030 e da estimativa do governo de 2034.